# Alto Estate
Das Weingut Alto Wine Estade liegt nahe der Stadt Stellenbosch, Gemeinde Stellenbosch im Distrikt Cape Winelands der Provinz Westkap in Südafrika. Die Weinberge des Guts liegen im Süden des Anbaugebietes Stellenbosch, etwa 15 Kilometer von der False Bay entfernt. Von dieser weht im Hochsommer eine kühlende Brise herüber. Der Anbau erfolgt auf Hängen an der westlichen Seite des Helderberges, in Höhen von 100 bis 500 m über dem Meeresspiegel auf einer Fläche von rund 100 Hektar.

## Geschichte
Die Ursprünge des Gutes gehen bis zum Jahr 1693 zurück. Damals was es Teil der Farm Groenrivier („Grüner Fluss“), Wein wurde damals jedoch noch nicht angebaut. Erst im Jahr 1919 teilte der damalige Besitzer Hennie Malan das Farmland auf und verkaufte die Hälfte an seinen Schwager.
In den nächsten Jahren stellte Malan zusammen mit seinem Sohn Manie das ihm verbliebene Land von Farmland und Wildnis auf den Weinanbau um. Sie errichteten ein Gehöft und einen Keller und bepflanzten die unteren Hänge mit Reben. Den Namen wählten sie in Anlehnung an den lateinischen Begriff für Höhe, um auf der Höhe der Weinberglage hinzuweisen.

## Angebaute Rebsorten
- Cabernet Sauvignon
- Shiraz
- Alto Rouge

## Internationale Auszeichnungen (Auszug)
- 1993: VinExpo Bordeaux, „Grand Prix d’Honneur“
- 1994: International Wine and Spirit Competition, „Dave Hughes Trophy“
- 1995: VinExpo Bordeaux, „Goldmedaille“